# Charles Coburn
Pour les articles homonymes, voir Coburn.
Charles Coburn est un acteur américain né le 19 juin 1877 à Savannah, Géorgie (États-Unis), mort le 30 août 1961 à New York (New York).

## Biographie
Il mène une activité théâtrale importante en province et à New York. En 1906, il fonde sa propre troupe, les "Coburn Players", avec sa femme. Il fait ses débuts à Broadway en 1918. Il ne viendra au cinéma que très tardivement, en 1938. Il se spécialisera dans les rôles de patriarches bougons et farceurs.

## Filmographie
- 1933 : Boss Tweed
- 1935 : The People's Enemy de Crane Wilbur  : Juge
- 1938 : Of Human Hearts de Clarence Brown : Dr. Charles Shingle
- 1938 : Mariage incognito (Vivacious Lady) de George Stevens : Peter Morgan Sr.
- 1938 : Yellow Jack de George B. Seitz : Dr. Finlay
- 1938 : Barreaux blancs (Lord Jeff) de Sam Wood : Captain Briggs
- 1939 : La Ronde des pantins (Idiot’s Delight) de Clarence Brown : Dr. Hugo Waldersee
- 1939 : Le Lien sacré (Made for Each Other) de John Cromwell : Juge Joseph M. Doolittle
- 1939 : Et la parole fut (The Story of Alexander Graham Bell) d'Irving Cummings : Gardner Hubbard
- 1939 : Mademoiselle et son bébé (Bachelor Mother) de Garson Kanin : John B. Merlin
- 1939 : Stanley et Livingstone (Stanley and Livingstone) de Henry King et Otto Brower : Lord Tyce, Publisher London Globe
- 1939 : L'Autre (In Name Only) de John Cromwell : Richard Walker
- 1940 : En route vers Singapour (Road to Singapore) de Victor Schertzinger : Joshua Mallon IV
- 1940 : La Vie de Thomas Edison (Edison, the Man) de Clarence Brown : General Powell
- 1940 : Florian de Edwin L. Marin : Hofer
- 1940 : The Captain Is a Lady (en) de Robert B. Sinclair : Captain Abe Peabody
- 1940 : Les Déracinés (Three Faces West) de Bernard Vorhaus : Dr Karl Braun
- 1941 : Un cœur pris au piège (The Lady Eve) de Preston Sturges : colonel Harrington
- 1941 : Le Diable s'en mêle (The Devil and Miss Jones) de Sam Wood : John P. Merrick
- 1941 : Une femme de trop (Our Wife) de John Stahl : professeur Drake
- 1941 : Unexpected Uncle de Peter Godfrey : Seton Mansley aka Alfred Crane
- 1941 : Souvenirs (H.M. Pulham, Esq.) de King Vidor : John Pulham
- 1942 : Crimes sans châtiment (Kings Row) de Sam Wood : Dr Henry Gordon
- 1942 : L'amour n'est pas en jeu  (In this our life) de John Huston : William Fitzroy
- 1942 : La Maison de mes rêves (George Washington Slept Here) de William Keighley : oncle Stanley J. Menninger
- 1943 : Et la vie recommence (Forever and a Day), collectif : Sir William
- 1943 : Plus on est de fous (The More the Merrier) de George Stevens : Benjamin Dingle
- 1943 : Tessa, la nymphe au cœur fidèle (The Constant Nymph) d'Edmund Goulding : Charles Churchill
- 1943 : Le ciel peut attendre (Heaven Can Wait) d'Ernst Lubitsch : Hugo Van Cleve
- 1943 : La Petite Exilée (Princess O'Rourke) de Norman Krasna : Holman - l'oncle de Maria
- 1943 : My Kingdom for a Cook (en) de Richard Wallace : Rudyard Morley
- 1944 : Knickerbocker Holiday : Peter Stuyvesant
- 1944 : Wilson de Henry King : Professeur Henry Holmes
- 1944 : The Impatient Years d'Irving Cummings : William Smith
- 1944 : Coup de foudre (Together Again) : Jonathan Crandall Sr
- 1945 : Scandale à la cour (A Royal Scandal) de Otto Preminger : Chancellor Nicolai Iiyitch
- 1945 : Over 21 de Charles Vidor : Robert Gow
- 1945 : Shady Lady de George Waggner : col. Appleby
- 1945 : Rhapsodie en bleu (Rhapsody in Blue) de Irving Rapper : Max Dreyfus
- 1946 : Colonel Effingham's Raid de Irving Pichel : col. Will Seaborn Effingham
- 1946 : Les Vertes Années (The Green Years) de Victor Saville : Alexander 'Dandy' Gow
- 1947 : Des filles disparaissent (Lured) de Douglas Sirk : inspecteur Harley Temple
- 1947 : Le Procès Paradine (The Paradine Case) de Alfred Hitchcock : Sir Simon Flaquer
- 1948 : L'Indomptée (B .F.'s Daughter) de Robert Z. Leonard : Burton F. 'B.F.' Fulton
- 1948 : Alerte au ranch (Green Grass of Wyoming) de Louis King : Beaver Greenway
- 1949 : Impact d'Arthur Lubin : Lt. Tom Quincy
- 1949 : Corps et Âme (The Doctor and the Girl) de Curtis Bernhardt : Dr John Corday
- 1949 : Nous... les hommes (Yes Sir That's My Baby) de George Sherman : Professeur Jason Hartley
- 1949 : La Belle Aventurière (The Gal Who Took the West) de Frederick De Cordova : général Michael O'Hara
- 1949 : Si ma moitié savait ça (Everybody Does It) de Edmund Goulding : major Blair (le père de Doris)
- 1950 : Peggy (en) de Frederick de Cordova : professeur 'Brooks' Brookfield
- 1950 : Louisa de Alexander Hall : Abel Burnside
- 1950 : Mr. Music de Richard Haydn : Alex Conway
- 1951 : Oh Money, Money
- 1951 : Le Chevalier au masque de dentelle (The Highwayman) de Lesley Selander : Lord Walters
- 1952 : Qui donc a vu ma belle ? (Has Anybody Seen My Gal?) de Douglas Sirk : Samuel Fulton / John Smith
- 1952 : Chérie, je me sens rajeunir (Monkey Business) de Howard Hawks : Mr. Oliver Oxley
- 1953 : Un homme pas comme les autres (Trouble Along the Way), de Michael Curtiz : Père Burke
- 1953 : Les hommes préfèrent les blondes (Gentlemen Prefer Blondes) de Howard Hawks : Sir Francis 'Piggy' Beekman
- 1954 : The Rocket Man de Oscar Rudolph : Mayor Ed Johnson
- 1954 : Nettoyage par le vide de Victor Saville : Gardiner
- 1955 : Deux Filles en escapade (How to Be Very, Very Popular) de Nunnally Johnson : Dr Tweed
- 1956 : Les Grands de ce monde (The Power and the Prize) de Henry Koster : Guy Eliot
- 1956 : Le Tour du monde en quatre-vingts jours (Around the World in Eighty Days) : Steamship Company Clerk
- 1957 : Traqué par Scotland Yard (Town on Trial) de John Guillermin : Dr John Fenner
- 1957 : Comment tuer un oncle à héritage (How to Murder a Rich Uncle) de Nigel Patrick : oncle George
- 1957 : L'Histoire de l'humanité (The story of Mankind) de Irwin Allen : Hippocrates
- 1959 : Le Remarquable Monsieur Pennypacker (The Remarkable Mr. Pennypacker) de Henry Levin : Grampa Pennypacker
- 1959 : Un étranger sur les bras (A Stranger in My Arms) de Helmut Kautner : Vance Beasley
- 1959 : John Paul Jones, maître des mers (John Paul Jones) de George Sidney : Benjamin Franklin
- 1960 : Pepe de George Sidney : caméo

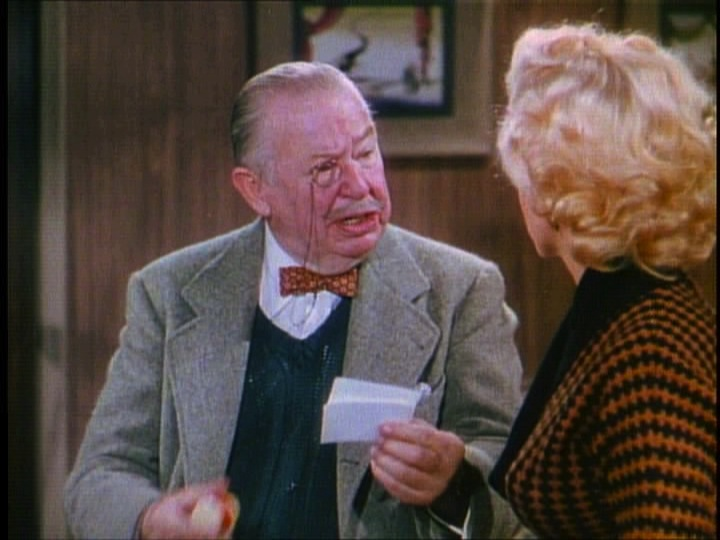
Charles Coburn dans Les hommes préfèrent les blondes (1953)

## Récompenses
- 1944 - Oscar du meilleur second rôle masculin pour Plus on est de fous de George Stevens